# Sligo Rovers FC
Sligo Rovers FC är en fotbollsklubb från Sligo i Irland. De spelar sina matcher i rött och vitt. Sligo Rovers grundades 1928 och har spelat i League of Ireland från 1934.

## Placering tidigare säsonger
| Säsong | Nivå | Liga             | Placering | Referens | Kommentar                             |
| ------ | ---- | ---------------- | --------- | -------- | ------------------------------------- |
| 2005   | 2    | First Division   | 1         | [ 1 ]    | Uppflyttad till Premier Division 2006 |
| 2006   | 1    | Premier Division | 5         | [ 2 ]    |                                       |
| 2007   | 1    | Premier Division | 6         | [ 3 ]    |                                       |
| 2008   | 1    | Premier Division | 4         | [ 4 ]    |                                       |
| 2009   | 1    | Premier Division | 6         | [ 5 ]    | Cup finalister 2009                   |
| 2010   | 1    | Premier Division | 3         | [ 7 ]    | Cupmästare 2011 League Cup 2011       |
| 2011   | 1    | Premier Division | 2         | [ 10 ]   | Cupmästare 2011                       |
| 2012   | 1    | Premier Division | 1         | [ 12 ]   |                                       |
| 2013   | 1    | Premier Division | 3         | [ 13 ]   | Cupmästare 2013                       |
| 2014   | 1    | Premier Division | 5         | [ 15 ]   |                                       |
| 2015   | 1    | Premier Division | 9         | [ 16 ]   |                                       |
| 2016   | 1    | Premier Division | 5         | [ 17 ]   |                                       |
| 2017   | 1    | Premier Division | 9         | [ 18 ]   |                                       |
| 2018   | 1    | Premier Division | 7         | [ 19 ]   |                                       |
| 2019   | 1    | Premier Division | 7         | [ 20 ]   |                                       |
| 2020   | 1    | Premier Division | 4*        | [ 20 ]   | Pandemin                              |
| 2021   | 1    | Premier Division | 3         | [ 21 ]   |                                       |
| 2022   | 1    | Premier Division | 5         | [ 22 ]   |                                       |
| 2023   | 1    | Premier Division | 8         | [ 23 ]   |                                       |
| 2024   | 1    | Premier Division | 6         | [ 24 ]   |                                       |